# Gros
Gros (z franc. (la) grosse (douzaine) wielki tuzin) (staropolskie: tuzin tuzinów) – inna nazwa liczby 144, zwykle używana w kontekście liczności.
Wielki gros to 12 grosów czyli (w zależności od źródła) 1440 lub 1728 sztuk
Pojęciem gros określa się także większą część czegoś, zdecydowaną większość np. gros spraw.